# Tim van de Loo
Tim van de Loo (Nieuw-Vennep, 22 februari 2003) is een Nederlands voetballer die doorgaans als middenvelder speelt. Hij verruilde in 2024 Telstar voor RKC Waalwijk.

## Carrière
Van de Loo begon te voetballen in de jeugd bij Alphense Boys. Waarna hij de overstap maakte naar de jeugdafdeling van Telstar.
Op 14 augustus 2023 in de uitwedstrijd tegen Jong PSV maakte van de Loo zijn debuut voor Telstar. Hij kwam in de 76e minuut als invaller voor Zakaria Eddahchouri in het veld, de wedstrijd ging verloren met 1-0. Op 26 februari 2024 maakte hij zijn eerste en enige doelpunt voor de club, tegen Jong Ajax (3-0). Van de Loo kwam bijna elke wedstrijd in actie gedurende het seizoen 2023/24.
Medio 2024 verdiende Van de Loo een overstap naar de Eredivisie, bij RKC Waalwijk. Hij debuteerde op 30 augustus, tegen AZ (0-3). Hij kwam in de 74e minuut in de ploeg voor Reuven Niemeijer. Op 26 januari 2025 maakte hij zijn eerste doelpunt voor RKC, tegen Willem II (2-0).

## Statistieken
| Seizoen                      | Club           | Competitie     | Competitie | Competitie | Beker | Beker | Totaal | Totaal |
| Seizoen                      | Club           | Competitie     | Wed.       | Dlp.       | Wed.  | Dlp.  | Wed.   | Dlp.   |
| ---------------------------- | -------------- | -------------- | ---------- | ---------- | ----- | ----- | ------ | ------ |
| 2023/24                      | Telstar        | Eerste Divisie | 35         | 1          | 1     | 0     | 36     | 1      |
| 2024/25                      | RKC Waalwijk   | Eredivisie     | 18         | 1          | 2     | 0     | 20     | 1      |
| Carrièretotaal               | Carrièretotaal | Carrièretotaal | 53         | 2          | 3     | 0     | 56     | 2      |
| Bijgewerkt t/m 13 maart 2025 |                |                |            |            |       |       |        |        |